# AIDC F-CK-1 Ching-kuo

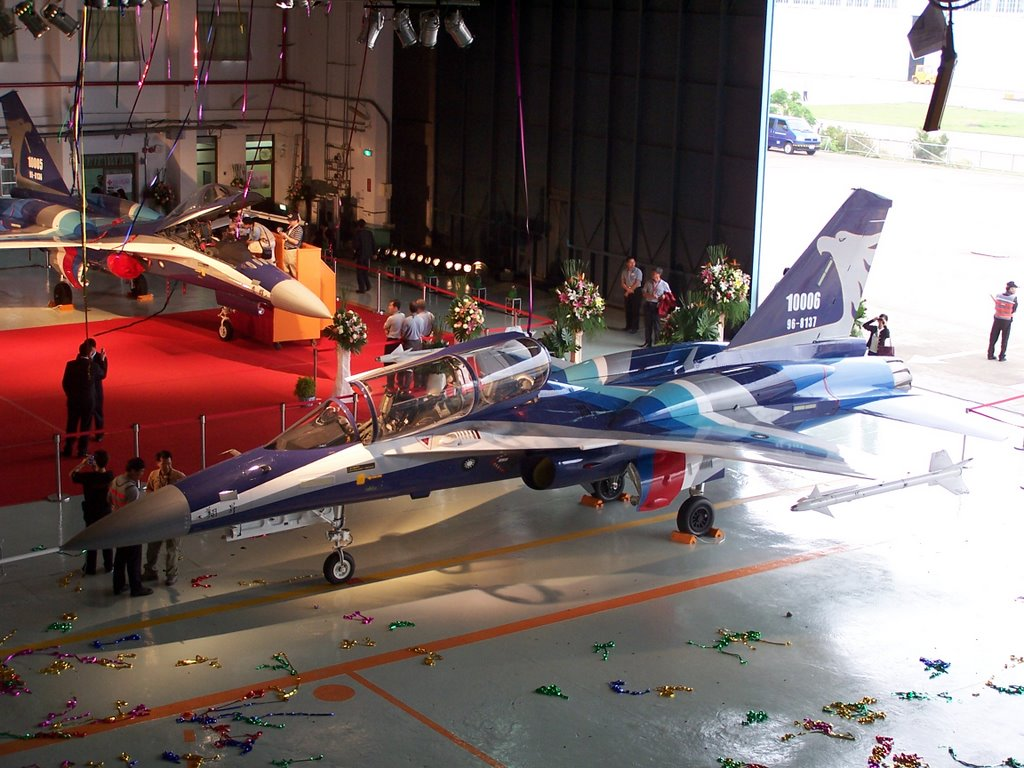
Un F-CK-1D (biposto) in primo piano e un F-CK-1C (monoposto) in secondo piano

Il AIDC Ching Kuo (經國號戰機) è un caccia da superiorità aerea con capacità multiruolo bimotore biposto prodotto in collaborazione tra Taiwan e gli USA. Il progetto sviluppato fin dagli anni ottanta si è concretizzato in un prototipo nel 1989 e nell'ingresso in linea nella forza aerea di Taiwan nel 1992. Il Ching Kuo è tuttora in servizio.

## Sviluppo
Sviluppato per sostituire gli F-5 e gli F-104, il Ching Kuo assomiglia ad un incrocio tra un F-16 e un F-18.
Inizialmente, la forza aerea di Taiwan era interessata all'acquisizione dell F-20 Tigershark, ma l'iniziativa venne bloccata nel 1982 a causa della decisione del governo statunitense di non esportare il nuovo caccia nello stato insulare per evitare l'incrinarsi dei rapporti con la Repubblica Popolare Cinese. In virtù di questa decisione il governo di Taiwan si rivolse alla francese Dassault e concordò con essa l'acquisto del Dassault Mirage 2000.Nonostante ciò, gli Stati Uniti autorizzarono le proprie industrie aeronautiche a collaborare con quelle taiwanesi per lo sviluppo congiunto di un nuovo velivolo da caccia.
Il primo volo si ebbe nel 1989. Dalla versione biposto da combattimento venne derivata anche la versione da addestramento AIDC T-5 Brave Eagle.
Erano inizialmente previsti 250 esemplari, ma a causa dell'insoddisfazione generale della ROCAF, la produzione venne arrestata al 130° modello. Sono stati invece acquisiti diversi F-16 e Mirage 2000.

## Tecnica
Il velivolo è stato concepito per fungere da caccia leggero da difesa aerea a corto raggio. Ciò ha portato i tecnici a concentrarsi sulla maneggevolezza e non sui parametri di autonomia e velocità.
Inizialmente l'armamento del velivolo era stato pensato per il solo combattimento aria-aria, ma successivamente, parallelamente all'aereo Taiwan ha sviluppato anche alcuni appositi sistemi d'arma come i missili antinave Hsiung Feng II del tipo sea skimming, che volano a pelo dell'acqua.
Il Ching Kuo è armato con un cannone M61 da 20 mm, missili Sidewinder, Sky Sword I e II, bombe a guida laser GBU-12, missili aria-superficie Maverick e i già citati missili antinave.
Nel 2001 Taiwan ha avviato un programma di aggiornamento dei Ching Kuo allo standard F-CK-1C/D:  70 esemplari saranno potenziati con notevoli miglioramenti in fatto di avionica e armamento, oltre a disporre di maggior carburante interno.

## Versioni
F-CK-1 A/B Ching-kuo (135)
- prototipi (4)
- F-CK-1A - monoposto (103)
- F-CK-1B - biposto (28)

F-CK-1 C/D Hsiang Sheng
- prototipi (2)
- F-CK-1C - monoposto
- F-CK-1D - biposto

## Utilizzatori
Taiwan
- Zhōnghuá Mínguó Kōngjūn

Dei 130 esemplari consegnati tra il 1993 ed il 2000, 127 aerei sono stati aggiornati come F-CK-1C e F-CK-1D e gli aggiornamenti interessano sia l'avionica che l'armamento. Al gennaio 2018 risultano in carico 127 esemplari. All'ottobre 2018, sono 129 gli aerei aggiornati, in quanto anche i due prototipi usati per il programma sono stati consegnati all'aeronautica.

### Aerei simili
- AIDC T-5 Brave Eagle
- Chengdu J-10
- Dassault Rafale
- Eurofighter Typhoon
- General Dynamics F-16 Fighting Falcon
- Mitsubishi F-2
- Saab JAS 39 Gripen
- Joint Fighter JF-17 Thunder